# Denkendorfer Pfleghof

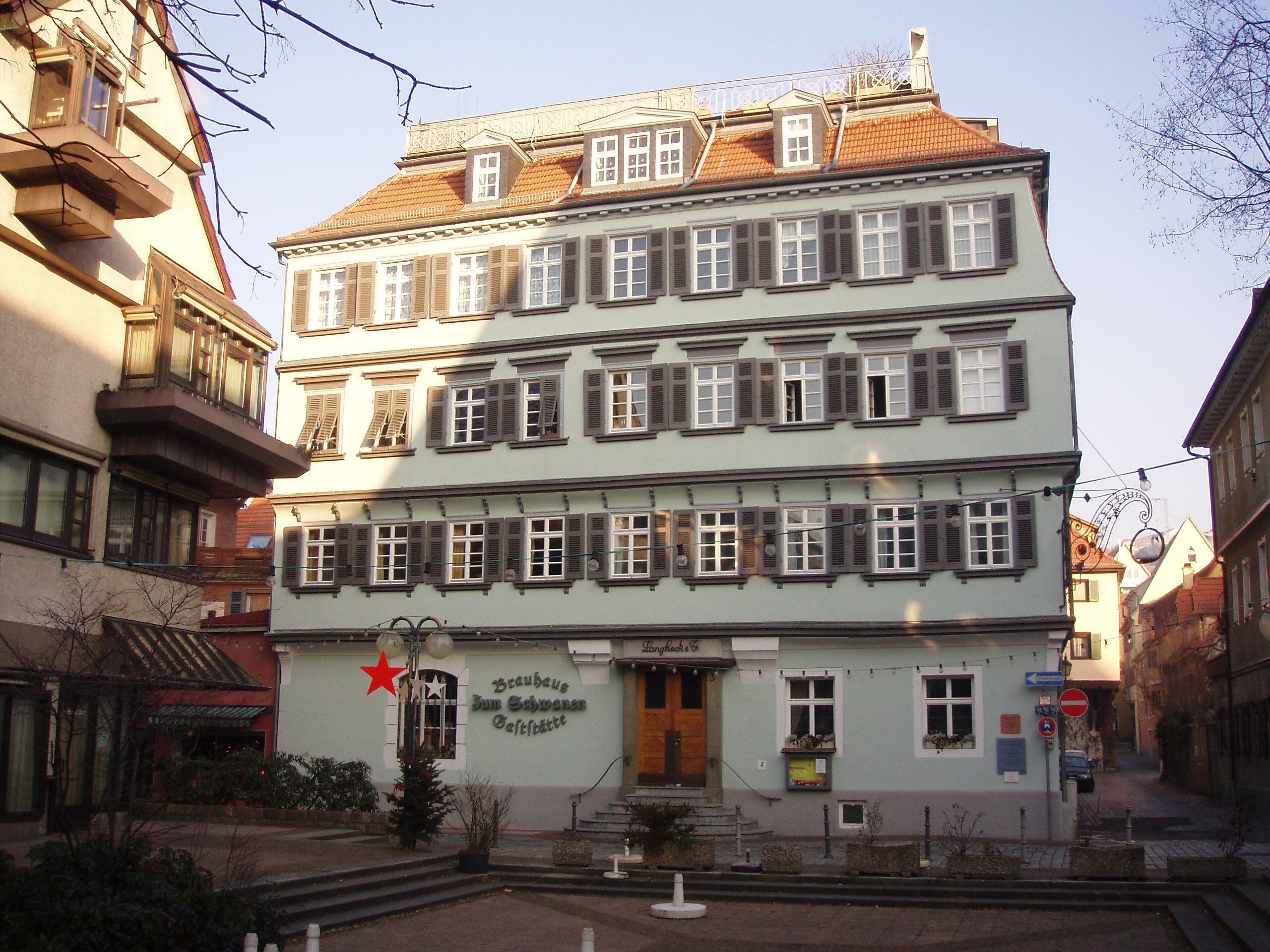
Der Denkendorfer Pfleghof

Der Denkendorfer Pfleghof war ein Wirtschaftshof des Klosters Denkendorf in Esslingen am Neckar.

## Geschichte
Besiedlungsspuren sind schon für das 12. Jahrhundert nachweisbar; Gebäudespuren aus der Zeit um 1190/92 sind durch Holz- sowie Glas- und Keramikfunde gesichert. Im 13. Jahrhundert wurde das Gebiet planiert. Etwa 1250 wurde mit dem Bau zweier Kellerräume und eines Wohnturmes begonnen. 1387 befanden sich auf dem Grundstück an der heutigen Franziskanergasse 3 mehrere Bauwerke, die nach 1400 und vor 1414 von Eberhard Lutram an das Chorherrenstift Denkendorf verkauft wurden. In dieser Zeit begann die Nutzung als Pfleghof, also als ausgelagerter Wirtschaftshof des Klosters. Zwischen 1444 und 1499 entstand ein Gebäudekomplex mit Ställen, Lagerräumen und Wohnraum. Dendrochronologische Untersuchungen des Fachwerks ergaben, dass die Eichen, aus denen die Balken gewonnen wurden, zwischen dem Winter 1442/43 und dem Winter 1498/99 gefällt wurden und zwischen 61 und 144 Jahre alt waren.
Im 17. Jahrhundert wurden von Heinrich Schickhardt Wohnräume in dem alten Bau eingebaut.
1762 sollte das sanierungsbedürftige Gebäude abgerissen werden, doch wurde dieses Ansinnen eines Kammerrates durch Hofgerichtsassessor Knebel und Baumeister Gross zurückgewiesen. Neun Jahre später wurden die Renovierungskosten von Kirchenratsbaumeister Wolfgang Goez auf 1225 Gulden veranschlagt und genehmigt.
Der Braumeister und Stadtrat G. A. Storz kaufte das Gebäude im Jahr 1837. 1848 ging es in den Besitz seines Cousins August über. Doch erst 1857 schlug ein Wirt wirkliches Kapital aus dem ehemaligen Pfleghof: Der Wirt des Gasthauses zum Schwanen Häberle erweiterte das Gebäude um einen zweistöckigen Tanzsaal mit Stuckdecke, der später allerdings wieder abgebrochen werden musste. Bis 1891 wurde der einstige Pfleghof weiter als Gasthaus zum Schwanen bewirtschaftet, dann übernahm die Firma Langheck, die älteste Transparentfolienfabrik der Welt, nach ihrem Umzug von Göppingen nach Esslingen den Bau für 58.000 Mark. 1895 jedoch wurde wieder der Getränkeausschank im Wirtshaus zum Schwanen genehmigt. Nachdem es sanierungsbedingt längere Zeit geschlossen gewesen war, wurde das Gasthaus 1987 wieder eröffnet. Es beherbergt heute auch eine Privatbrauerei.